# Leggadina forresti
Leggadina forresti је врста глодара из породице мишева (Muridae).

## Распрострањење
Ареал врсте је ограничен на Аустралију.

## Станиште
Станишта врсте су жбунаста вегетација, травна вегетација, екосистеми ниских трава и шумски екосистеми и брдовити предели.

## Угроженост
Ова врста није угрожена, и наведена је као последња брига јер има широко распрострањење.